# Ribeira Seca (Ribeiras)

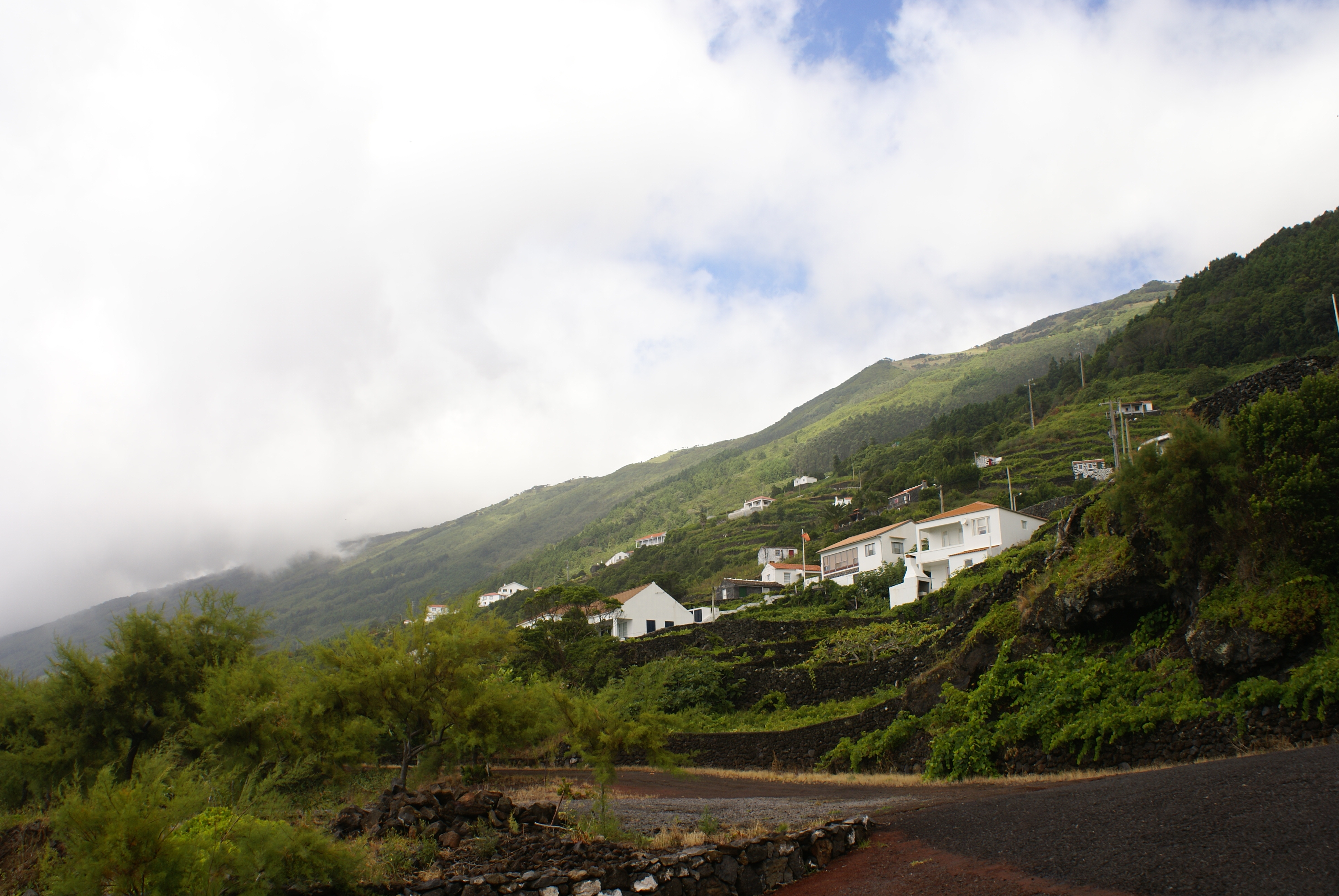
Ribeira Seca

Ribeira Seca é uma localidade portuguesa da freguesia das Ribeiras, concelho da Lajes do Pico, ilha do Pico, arquipélago dos Açores.